# Mionochroma wilkei
Mionochroma wilkei là một loài bọ cánh cứng trong họ Cerambycidae.